# Mikaela Mayer
Mikaela Joslin Mayer (nacida el 4 de julio de 1990) es una boxeadora profesional estadounidense que ostenta el título superpluma femenino de la Organización Mundial de Boxeo desde 2020. Como aficionada, ganó una medalla de bronce en el Campeonato Mundial de 2012 y compitió por Estados Unidos en los Juegos Olímpicos de 2016. En febrero de 2021, BoxRec la clasificó como la segunda mejor mujer activa de peso súper pluma del mundo y la tercera por The Ring, así como la décima mejor mujer activa de libra por libra.

## Carrera amateur
Mayer compitió internacionalmente como parte del equipo de Estados Unidos en la categoría femenina de 60 kg en los Juegos Olímpicos de Río de Janeiro 2016. Derrotó a Jennifer Chieng en la Ronda 16 antes de ser eliminada en los cuartos de final por la rusa Anastasia Belyakova, quien tomó una decisión mayoritaria.

### Reconocimientos de aficionados
- Clasificatorio AIBA Américas 2016: Medallista de oro, peso ligero 60 kg (132 libras)[5]
- Campeón Olímpico de Trial 2016[5]
- 2015 Campeón Nacional de Boxeo de EE. UU. 60 kg (132 lbs)[5]
- 2014 Campeón Nacional de Boxeo de EE. UU. 60 kg (132 lbs)[5]
- Campeonato Mundial de Boxeo Femenino AIBA 2012: Medallista de bronce, peso wélter ligero 64 kg (141 lbs)[5]
- Campeonato Continental AMBC 2012: Medallista de oro 64 kg (141 lbs)[5]
- 2012 Campeón Nacional de Boxeo de EE. UU. 64 kg (141 lbs)[5]
- Pruebas olímpicas por equipos de EE. UU. 2012: Subcampeón 60 kg (132 lbs)[5]
- Guantes de Oro Nacionales 2011: Campeón 60 kg (132 lbs)[5]

## Carrera profesional
Después de firmar con Top Rank, Mayer hizo su debut en agosto de 2017. Derrotó a Widnelly Figueroa por nocaut en un asalto.